# 互助论 (经济学理论)
互助论（直译：互助主义）是無政府主義經濟學中的一個概念，並且通過无政府主义哲学家皮埃爾-約瑟夫·普魯東的著作而傳播開來。互助主義支持者主张建立一个基于自由市場的社会主义社会， 以及建立一个互信银行，该银行将以最低利率向人們提供贷款。互助主義支持者認為，当工人出售他们勞生產的商品时，他们应该得到與商品的價格相等的報酬、商品或服务。